# Classe Stenka
La classe Stenka (Progetto 205P nella designazione originaria) è una classe di pattugliatori/motocannoniera, costruite dall'Unione Sovietica in 137 esemplari tra il 1967 e il 1986. 
Sono un derivato delle motocannoniere missilistiche della classe Osa, private dei lanciamissili e dotate di un armamento per impiego anti-sommergibili. L'armamento è costituito, oltre che le solite mitragliere, da 12 cariche di profondità e 4 siluri da 400-450 mm anti-sommergibili, con annesso un sonar a profondità variabile, pare lo stesso delle unità classe Turya e degli elicotteri Kamov Ka-25. Molte unità, in realtà, persero questo potenziale molto notevole di capacità anti-sommergibili allorché furono dirottate in forza al KGB per il servizio di pattugliamento costiero, per il quale ricevettero al posto dei siluri una motolancia, maggiormente idonea al pattugliamento su bassi fondali.
Dopo la dissoluzione dell'Unione Sovietica la maggior parte delle classe Stenka è rimasta in servizio con la Voenno-morskoj flot russa, assegnata alla Flotta del Baltico, alla Flotta del Pacifico, alla Flotta del Mar Nero e alla Flottiglia del Caspio. Un certo numero di unità è passato ad altri Stati successori dell'URSS: l'Azerbaigian ricevette quattro unità, la Georgia due unità, il Turkmenistan una unità e l'Ucraina 17 unità; Cuba ricevette tre Stenka nel 1985 e la Cambogia quattro unità nello stesso anno